# La Manneporte
La Manneporte è un dipinto a olio su tela (81.3x65.4 cm) realizzato nel 1886 dal pittore francese Claude Monet.
È conservato nel Metropolitan Museum of Art di New York.